# Natalia Maliszewska
Natalia Maliszewska (* 16. September 1995 in Białystok) ist eine polnische Shorttrackerin.

## Werdegang
Maliszewska debütierte im Weltcup im Oktober 2012 in Calgary. Dort belegte sie den 33. Platz über 1500 m und den 29. Rang über 500 m. Bei den Europameisterschaften 2013 in Malmö gewann sie die Bronzemedaille mit der Staffel über 3000 m. In der Saison 2014/15 erreichte sie mit dem neunten Rang beim Weltcup in Montreal und den siebten Platz beim Weltcup in Shanghai jeweils über 500 m ihre ersten Top-Zehn-Platzierungen im Weltcup. Zu Beginn der Saison 2015/16 kam sie in Montreal mit dem zweiten Platz über 500 m erstmals im Weltcup aufs Podium. Es folgten in der Saison zwei vierte Plätze je über 500 m und errang damit den sechsten Platz im Weltcup über 500 m. Bei den Europameisterschaften 2016 in Sotschi belegte sie den 21. Platz im Mehrkampf und den 11. Rang mit der Staffel. In der Saison 2016/17 errang sie im Weltcup in Shanghai und in Gangneung jeweils den dritten Platz über 500 m. Bei den Europameisterschaften 2017 in Turin kam sie auf den 20. Platz im Mehrkampf und den sechsten Rang mit der Staffel. Ihr bestes Resultat bei den Weltmeisterschaften 2017 in Rotterdam war der achte Platz über 500 m. In der folgenden Saison kam sie bei den Olympischen Winterspielen 2018 in Pyeongchang auf den 11. Platz über 500 m und holte bei den Weltmeisterschaften 2018 in Montreal die Silbermedaille über 500 m. Im Mehrkampf wurde sie dort Sechste. In der folgenden Saison gewann sie mit zwei dritten, einen zweiten und zwei ersten Plätzen den Weltcup über 500 m. Bei den Europameisterschaften im Januar 2019 in Dordrecht holte sie die Goldmedaille über 500 m und errang im Mehrkampf den vierten Platz. In der Saison 2019/20 errang sie in Montreal über 500 m und in Dordrecht über 1000 m jeweils den dritten Platz und belegte zum Saisonende den sechsten Platz im Weltcup über 500 m. Bei den Europameisterschaften 2020 in Debrecen gewann sie die Bronzemedaille über 500 m.

## Persönliche Bestzeiten
- 500 m      41,598 s (aufgestellt am 4. September 2021 in Dresden)
- 1000 m    1:27,391 min (aufgestellt am 5. September 2021 in Dresden)
- 1500 m    2:24,462 min (aufgestellt am 17. Oktober 2020 in Bialystok)
- 3000 m    5:16,546 min (aufgestellt am 26. Februar 2017 in Opole)

## Weltcupsiege

### Weltcupsiege im Einzel
| Nr. | Datum             | Ort            | Disziplin |
| --- | ----------------- | -------------- | --------- |
| 1.  | 3. November 2018  | Calgary        | 500 m     |
| 2.  | 10. November 2018 | Salt Lake City | 500 m     |
| 3.  | 23. Oktober 2021  | Peking         | 500 m     |